# Edward S. Salomon

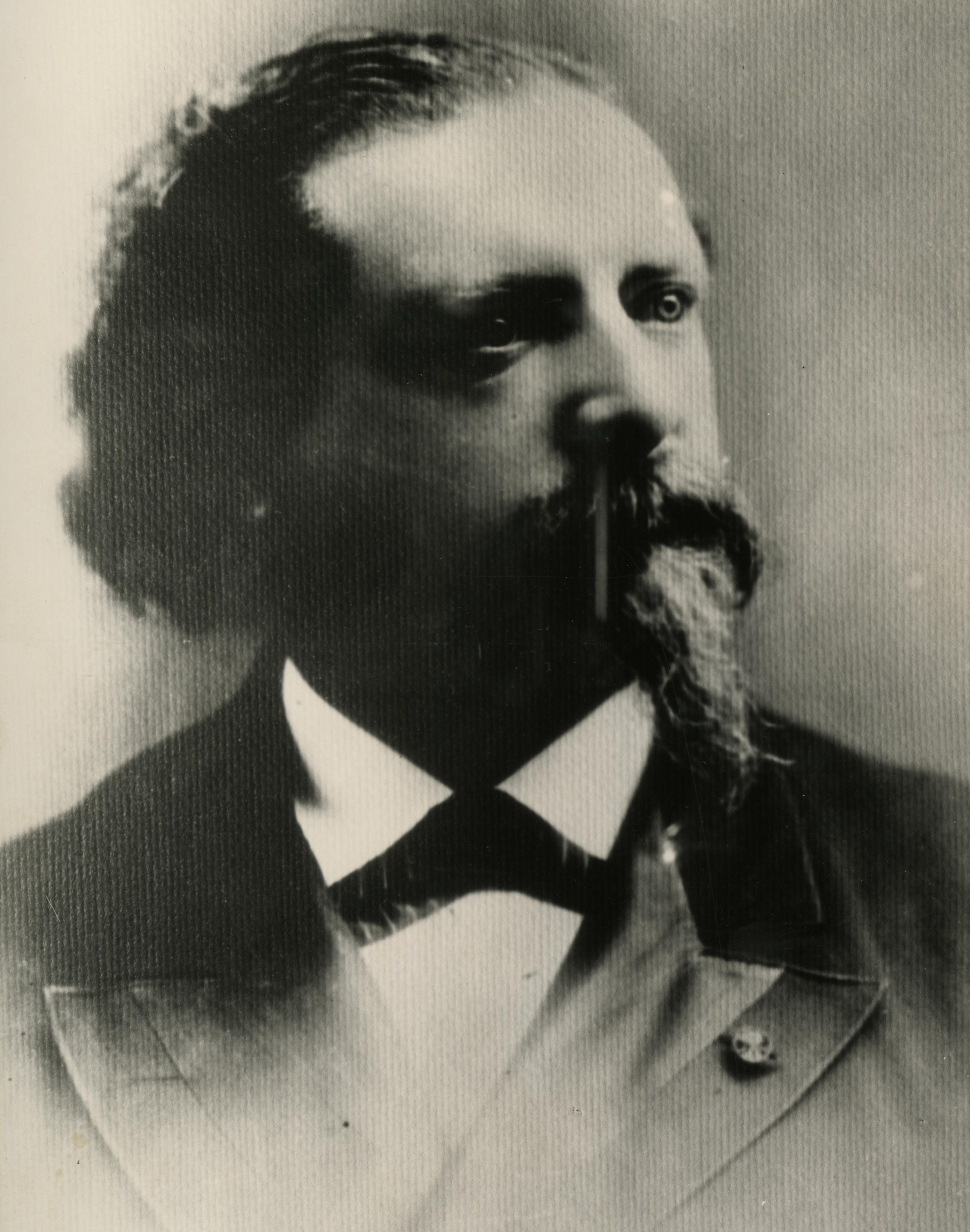
Edward S. Salomon

Edward Selig Salomon (* 25. Dezember 1836 im Herzogtum Schleswig; † 18. Juli 1913 in San Francisco, Kalifornien) war ein US-amerikanischer Politiker und General. Er war von 1870 bis 1872 der neunte Gouverneur des Washington-Territoriums.

## Frühe Jahre
Edward Salomon wurde im heutigen Schleswig-Holstein geboren und wuchs dort auch auf. Im Jahr 1856 wanderte er nach Amerika aus und ließ sich zunächst in Chicago (Illinois) nieder. Im Jahr 1861 wurde er in den Stadtrat dieser Stadt gewählt.

## Salomon im Amerikanischen Bürgerkrieg
Bei Ausbruch des Bürgerkrieges trat er als Leutnant in ein Freiwilligenregiment aus Illinois ein. Sein Kommandeur war Friedrich Hecker. Nach einem internen Streit in diesem Regiment schieden sowohl Hecker als auch Salomon im Dezember 1861 vorübergehend aus dem Militärdienst aus. Im September 1862 stellte Hecker ein neues Regiment auf, das hauptsächlich aus europäischen Einwanderern, vor allem Deutschen, Schweden und Juden, bestand. Salomon wurde in diesem Regiment Oberstleutnant. In der Schlacht von Gettysburg bewies Salomon besondere Tapferkeit, als zweimal ein Pferd unter ihm erschossen wurde. Nach der Verwundung von Hecker wurde er neuer Regimentskommandeur. Sein Verhalten während dieser Schlacht brachte ihm die Anerkennung seines Korpskommandeurs Carl Schurz ein. Im Jahr 1864 nahm er am Atlanta-Feldzug von General William T. Sherman teil. An dem folgenden Marsch durch den Süden bis zur Ostküste war er aber nicht beteiligt, weil er zwischenzeitlich nach Nashville abkommandiert wurde. Erst im Dezember 1864 stieß er wieder zu seinem Regiment. Am 13. März 1865 wurde er zum Brevet-Brigadegeneral befördert.

## Territorialgouverneur und weiterer Lebenslauf
Nach dem Ende des Krieges kehrte Salomon nach Illinois zurück, wo er eine Anstellung in der Verwaltung des Cook County erhielt. Am 4. März 1870 wurde Edward Salomon von Präsident Ulysses S. Grant zum neuen Gouverneur im Washington-Territorium ernannt. Diese Position behielt er bis 1872, als er in die Skandale der Grant-Regierung verwickelt wurde und daraufhin zurücktrat. Trotzdem hat sein Ansehen nicht gelitten. Er erhielt eine Auszeichnung von General Philip Sheridan für seine militärischen Verdienste während des Krieges. Nach seiner Zeit als Territorialgouverneur zog Salomon nach San Francisco, wo er als Anwalt arbeitete. Im Jahr 1898 wurde er dort stellvertretender Bezirksstaatsanwalt. Bereits im Jahr 1888 war er in das Landesparlament von Kalifornien gewählt worden.
Edward Salomon starb im Jahr 1913 in San Francisco. Erwähnenswert sind auch seine zwei Cousins Friedrich/Frederick und Charles, die beide während des Bürgerkriegs Generäle der Unionsarmee waren. Ein dritter Cousin, der ebenfalls Edward Salomon hieß, war zwischen 1862 und 1864 Gouverneur von Wisconsin.